# Andrei Olhovskiy
Andrei Olhovskiy (Moscou, 15 de Abril de 1966) é um ex-tenista profissional russo.

## Simples (2 títulos)
| Posição | N. | Data             | Torneio               | Piso    | Oponente      | Placar        |
| Campeão | 1. | 1 Março 1993     | Copenhague, Dinamarca | Carpete | Nicklas Kulti | 7–5, 3–6, 6–2 |
| Vice    | 1. | 26 Setembro 1994 | Kuala Lumpur, Malásia | Carpete | Jacco Eltingh | 6–7, 6–2, 4–6 |
| Vice    | 2. | 6 Março 1995     | Copenhague, Dinamarca | Carpete | Martin Sinner | 7–6, 6–7, 3–6 |
| Campeão | 2. | 29 Janeiro 1996  | Shanghai, China       | Carpete | Mark Knowles  | 7–6, 6–2      |